# Tagkawayan
Tagkawayan est une municipalité de la province de Quezon, aux Philippines.